# Mastigodryas moratoi
Espèce
Mastigodryas moratoi est une espèce de serpent de la famille des Colubridae.

## Répartition
Cette espèce se rencontre :
- au Brésil, dans l’État d'Amazonas ;
- au Guyana.

## Étymologie
Cette espèce est nommée en l'honneur de Celso Morato de Carvalho.

## Publication originale
- Montingelli & Zaher 2011 : New Species of Mastigodryas Amaral, 1934 from Brazilian Amazonia and Guyana (Serpentes: Colubridae). Journal of Herpetology, vol. 45, n. 1, p. 111-119 (introduction).